# Яшлар (месторождение)
Яшлар — крупное газовое месторождение Туркменистана, расположенное в Марыйской области, в юго-восточной части страны. Открыто в 2008 году.
Нефтеносность связана с отложениями юрского периода. Относится к Туранской нефтегазоносной провинции Мургабской нефтегазоносной области.
По оценке компании Gaffney, Cline & Associates (Великобритания) начальные запасы природного газа могут составлять 1450-5000 миллиардов кубических метров.